# Placobdella nuchalis
Placobdella nuchalis (Плакобдела потилична) — вид п'явок роду Placobdella родини Пласкі п'явки ряду Хоботні п'явки (Rhynchobdellida).

## Опис
Загальна довжина становить від 14, 6 до 24,5 мм, завширшки — від 7 до 12 мм. Голова закруглена. Має 2 пари очей, з яких 1 пара доволі розвинена, інша — поєднана. У неї 2 присоски. Передня присоска лопатоподібна, відділена від тіла потиличним утворенням. Звідси походить назва цієї п'явки. Ротові пори біля переднього краю порожнини присоски. Є 2 пари слинних залоз. Хоботок сильний.
Тіло доволі широке й сильно сплощене. тулуб гладенький, позбавлений сосочків та бугорків на відміну від інших представників свого роду. Атріум (репродуктивний орган) самця парний, бульбоподібний. Еякулярний канал короткий. Гонопори самця розташовано на 11/12 кільці, самиці — 12. Виводковий апарта великий.
Спина червонувато-коричнева. По середині з боків розкидані 3 дрібні демно-зелені плямочки. На задній присосці є 7 пар непігментованих зон.

## Спосіб життя
Воліє до невеличких річок, струмків, каналів, ставків. Живиться кров'ю черепах та інших рептилій.

## Розповсюдження
Поширена на північному сході США.